# Optevoz

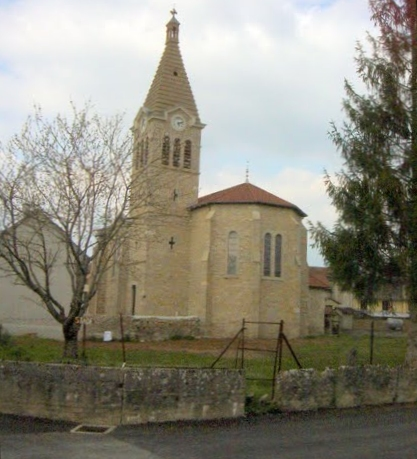
Een kerk in Optevoz

Optevoz is een gemeente in het Franse departement Isère (regio Auvergne-Rhône-Alpes) en telt 646 inwoners (2005). De plaats maakt deel uit van het arrondissement La Tour-du-Pin.

## Geografie
De oppervlakte van Optevoz bedraagt 12,0 km², de bevolkingsdichtheid is 53,8 inwoners per km².
De onderstaande kaart toont de ligging van Optevoz met de belangrijkste infrastructuur en aangrenzende gemeenten.

## Demografie
Onderstaande figuur toont het verloop van het inwonertal (bron: INSEE-tellingen).